# Arianna Huffington
Arianna Huffington (Atenas, 15 de julho de 1950), nascida Ariánna Stassinópulos (em grego:  Αριάννα Στασινόπουλος), é uma colunista, autora e escritora greco-estadunidense. É mais conhecida como co-fundadora do site de notícias The Huffington Post. Foi casada com o deputado republicano Michael Huffington por onze anos, tendo mantido o sobrenome dele após o divórcio. Uma popular comentarista política conservadora em meados da década de década de 1990, ela adotaria crenças políticas mais liberais na década seguinte. Em 2003, concorreu na eleição para governador da Califórnia como candidata independente, tendo perdido para Arnold Schwarzenegger.
No dia 7 de fevereiro de 2011, a AOL anunciou a aquisição do The Huffington Post por 315 milhões de dólares. A AOL informou que Arianna irá desempenhar o cargo de presidente e editora-chefe do recém-criado The Huffington Post Media Group, o qual irá englobar todos os conteúdos do Huffington Post, além de alguns conteúdos da AOL, tais como Engadget, TechCrunch, Moviefone, MapQuest, Black Voices, PopEater, AOL Music, AOL Latino, AutoBlog, Patch e StyleList. A AOL espera que a transação termine no final do primeiro quadrimestre do ano. A internacionalização do Huffington Post, começando pela criação de uma seção brasileira, foi anunciada por Arianna como uma das prioridades do grupo.

## Biografia
Huffington nasceu em Atenas, na Grécia, em 15 de julho de 1950. É filha de Konstantinos Stassinopoulos, um jornalista e consultor empresarial, e Elli Georgiadi. Ela possui uma irmã, Agapi, autora, oradora e artista. Arianna se mudou para a Inglaterra aos 16 anos de idade, onde estudou na Universidade de Cambridge. Em 1971, foi eleita presidente da Sociedade de Cambridge, tornando-se a terceira mulher a assumir o posto. Em 1972, obteve bacharelado em economia. No ano seguinte, publicou o livro The Female Woman (em português:  A Mulher Feminina), um panfleto contra o movimento de emancipação feminina.
Após sua formatura, mudou-se para Londres, onde morou com o jornalista e apresentador de televisão Bernard Levin, que ela conheceu quando os dois foram jurados do programa da BBC Face the Music. Em 1980 ela desmanchou o namoro com Levin, após ele ter se recusado em pedi-la em casamento, e foi morar nos Estados Unidos. Após a morte de Levin, em 2004, Arianna declarou que ele foi "o grande amor de minha vida". No início dos anos 1980, ela se envolveu com o político democrata e então governador (atual Advogado-Geral) da Califórnia Jerry Brown. Foi nesta época que ela primeiramente flertou com os ideais de esquerda, posição política para a qual retornou no final da década de 1990, após ter sido de direita durante o final da década de 1980 e início de 1990.
Arianna conheceu o empresário milionário e político republicano Michael Huffington, amigo da família Bush, numa festa de Ann Getty em 1985 em São Francisco. Os dois se casaram em 1986 em um casamento pago por Getty, que dizia que precisava encontrar um marido para Arianna. Eles se mudaram para Washington, D.C., quando Michael foi nomeado Subsecretário-Adjunto de Defesa para Negociações Políticas. Os dois estabeleceram residência em Santa Barbara em 1992 para que Michael pudesse se candidatar para a Câmara dos Representantes dos Estados Unidos pelo estado da Califórnia. Ele foi eleito por uma grande margem de votos e manteve-se conservador em vários aspectos durante seu mandato: defendia um governo menor que gastasse menos em assistência social. Em 1994, perdeu uma vaga no Senado para a democrata Dianne Feinstein por uma pequena margem. Arianna teve duas filhas com Michael: Christina e Isabella.
O casal divorciou-se em 1997 e, no ano seguinte, Michael Huffington revelou à imprensa sua bissexualidade. Um artigo da revista GQ, publicado em 1999, argumentava que Arianna "entrou no relacionamento com conhecimento total do interesse sexual de Michael Huffington em homens". As cláusulas financeiras do divórcio nunca foram reveladas, apesar de que é sabido que Arianna recebeu a maior parte de sua fortuna do ex-marido. Ela decidiu manter o nome de casada, apesar de que era conhecida como Arianna Stassinopoulos Huffington durante o período em que foi casada.

## Carreira
No final da década de 1980, Arianna escreveu vários artigos para a revista conservadora National Review. Em 1981 ela escreveu uma biografia da cantora Maria Callas, intitulada Maria Callas — The Woman Behind the Legend (Maria Callas - A Mulher Por Trás da Lenda) e, em 1996, uma sobre o pintor Pablo Picasso, sob o título Picasso: Creator and Destroyer (Picasso: Criador e Destruidor). Ainda em 1996, Arianna participou, ao lado do comediante liberal Al Franken, do programa Strange Bedfellows, do canal Comedy Central, que fazia a cobertura das eleições presidenciais de 1996. Por seu trabalho no talk show Politically Incorrect, da mesma emissora, foi indicada ao Emmy de melhor roteiro de um programa de variedades. Arianna também participou dos seriados Roseanne, The L Word, Help Me Help You e do filme EdTV como atriz.
A visão política de Arianna começou a mudar a partir do final da década de 1990. Uma "ex-direitista", ela mudou notavelmente para a esquerda e atualmente descreve a si mesma como uma "populista progressiva". Foi então que ela passou a condenar o envolvimento estadunidense na Guerra Civil Iugoslava. Em 2000, ela instigou eleitores a protestarem as convenções dos Partidos Democrata, em Los Angeles, e Republicano, na Filadélfia.
Arianna fundou o Detroit Project, um grupo de interesse público que faz lobby para que os fabricantes de automóveis comecem a produzir carros que sejam movidos com combustíveis alternativos. As propagandas televisivas do grupo, que foram ao ar em 2003, revelaram-se particularmente controversas, uma vez que equiparavam o ato de dirigir utilitários esportivos ao de financiar o terrorismo. Algumas emissoras recusaram-se a exibir os comerciais.
Durante uma aparição pública no The Daily Show, em 2004, Arianna anunciou seu apoio ao candidato democrata à presidência John Kerry, afirmando que "quando sua casa está queimando, você não está preocupado com a arquitetura". Nos últimos anos, Arianna  tem estado associada estreitamente com o Partido Democrata. Ela foi uma das oradoras na convenção estadual do partido em 2005 na Califórnia, além de ter discursado também durante a convenção nacional dos estudantes democratas em 2004.

### Candidata ao governo da Califórnia
Huffington foi uma candidata independente nas eleições que revogaram o mandato do governador democrata Gray Davis na Califórnia. Ela descreveu sua candidatura contra Arnold Schwarzenegger como "o híbrido versus o Hummer", em clara referência ao fato de que ela era dona de um Toyota Prius e, Schwarzenegger, de um Hummer.
Mesmo tendo o ex-senador Dean Barkley como um conselheiro de campanha e o executivo publicitário Bill Hillsman como seu diretor de mída, Arianna decidiu abandonar a disputa em 30 de setembro de 2003. "Estou saindo e vou concentar cada grama de meu tempo e energia durante a próxima semana para derrotar a revogação, porque percebi agora que esta é a única maneira de derrotar Arnold Schwarzenegger", ela declarou na época. Alguns comentaristas políticos, entretanto, atribuiram a saída dela da disputa com sua incapacidade de obter apoio popular, uma vez que ela tinha apenas 2% das intenções de voto nas pesquisas. Apesar de ter falhado na tentativa de evitar a revogação do mandato de Davis, o nome de Arianna permaneceu nas cédulas e ela terminou a disputa em quinto lugar, obtendo 0,55% dos votos.

## Presença na mídia
Na década de 1970, no auge de sua proeminência como presidente da Sociedade de Cambridge, Arianna era uma convidada frequente do programa semanal da BBC Radio 4 Any Questions?, que promove discussões sobre questões políticas. Ela também foi jurada nos programas de televisão da BBC Call My Bluff e Face the Music.
Arianna co-apresenta o programa de rádio Left, Right & Center, transmitido em emissoras públicas dos Estados Unidos. Ela originalmente ocupava a cadeira "da direita", mas hoje é descrita como membro da "blogosfera independente-progressista". A partir de maio de 2007, Arianne e Mark J. Green começaram a apresentar 7 Days in America, novo programa da Air America Radio.
Arianna também tem presença forte na internet com seu website The Huffington Post, que apresenta comentários dela e de um grande número de jornalistas, políticos e celebridades proeminentes da esquerda estadunidense, do ex-candidato à presidência dos EUA John Kerry aos atores Jamie Lee Curtis e John Cusack. O site também destaca matérias jornalísticas de várias fontes. O site é um sucesso sem precedentes na história da internet, tendo recebido quase 9 milhões de visitantes únicos em fevereiro de 2009 (a título de comparação, seu competidor de direita, o Drudge Report, teve pouco mais que 3 milhões de visitantes). Por causa de seu trabalho no site, a revista PC World, nomeou Arianna uma das 50 visionárias da história da tecnologia.
Antes do The Huffington Post, Arianna escrevia para um site pessoal chamado Ariannaonline.com. Sua primeira incursão na internet foi num site chamado Resignation.com, que pedia o impeachment do então presidente Bill Clinton. O site era um ponto de encontro frequente para os conservadores que se opunham às ações governo Clinton.
Em novembro de 2008, a FOX anunciou que Arianna vai fazer parte do elenco do seriado The Cleveland Show, de Seth MacFarlane, dando voz a uma personagem também chamada Arianna.
Em 17 de novembro de 2008, Arianna substituiu a apresentadora Rachel Maddow no programa da MSNBC The Rachel Maddow Show. Em 22 de novembro de 2008, Arianna foi imitada pela atriz Michaela Watkins no Saturday Night Live. Ela também havia sido imitada por Tracy Ullman na primeira temporada do programa State of the Union em 2008.